# Delta and the Bannermen
Delta and the Bannermen (Delta et les Bannermen) est le troisième épisode de la 24e saison de la première série de Doctor Who. Il a été diffusé en trois parties, du 2 au 16 novembre 1987.

## Accroche
Le peuple des Chimeron a été éradiqué par les Bannermen. Seule sa reine, Delta, a survécu. Elle s'échappe avec un œuf dans un bus galactique rempli de touristes Navarino ayant pour but de visiter le Disneyland terrien de 1959. Dans le bus se trouve Mel et ils sont suivis par le Docteur dans son TARDIS. À la suite d'un choc avec un satellite, le bus s'écrase sur Terre.

## Distribution
- Sylvester McCoy — Le Docteur
- Bonnie Langford — Mel Bush
- Don Henderson – Gavrok
- Belinda Mayne – Delta
- Richard Davies – Burton
- Stubby Kaye – Weismuller
- Morgan Deare – Hawk
- David Kinder – Billy
- Martyn Geraint – Vinny
- Sara Griffiths – Rachel 'Ray' Defwydd
- Hugh Lloyd – Goronwy
- Ken Dodd – Tollmaster
- Brian Hibbard – Keillor
- Johnny Dennis – Murray
- Leslie Meadows – Adlon
- Anita Graham – Bollitt
- Clive Condon – Callon
- Richard Mitchley – Arrex
- Tim Scott – Chima
- Jessica McGough, Amy Osborn – Le jeune Chimeron
- Laura Collins, Carley Joseph – La princesse Chimeron
- Robin Aspland, Keff McCulloch, Justin Myers, Ralph Salmins – Les Lorells
- Tracey Wilson, Jodie Wilson – Vocalistes

## Résumé
L'épisode commence la guerre des extra-terrestres Chimeron contre les Bannermen, conduit par Gavrok. Alors que ceux-ci sont complètement éradiqués, leur reine, Delta, parvient à s'échapper avec un œuf. Elle parvient à un port spatial où des extra-terrestres Navarinos, ayant pris forme humaine, s'apprêtent à s'introduire dans une navette spatiale maquillée en bus en direction de la Terre des années 1959 afin de visiter Disneyland. Mel se trouve à l'intérieur car elle a gagné un séjour gratuit en étant les 10 milliardièmes passagers de l'aéroport. Le Docteur, suspicieux de l'état du véhicule, les a suivi dans son TARDIS et le bus fini par s'écraser contre un satellite et à s'écraser sur Terre. Ils parviennent, par chance, près de Shangri-La, un camp de vacances des Pays de Galles et peuvent y séjourner le temps de la réparation.
Mel se retrouve dans la même chambre que Delta et assiste à l'éclosion de l'œuf qui donne naissance à un bébé Chimeron qui grandit à grande vitesse, en partie grâce à des nutriments proche de la gelée royale. De plus, Delta a été remarqué par Billy, le mécanicien et animateur du camp qui est tombé amoureux d'elle, au désespoir de Ray, une jeune femme. Celle-ci a sympathisé avec le Docteur et tous deux se retrouvent face à un mercenaire envoyé par Gavrok qui indique les coordonnées spatio-temporelles du camp. Les Bannermen arrivent et tandis que Delta fuit avec Billy et le bébé, le Docteur parvient à convaincre Burton, le chef du camp, d'évacuer Shangri-La.
Tandis que le Docteur et Ray partent à la recherche de Delta, Mel voit le bus avec les Navarinos être détruit par les Bannermen et finit par être leur otage au côté de Burton. Par le moyen de menace diplomatiques, le Docteur parvient à les libérer. Pendant ce temps, Delta et Billy font la connaissance de Goronwy, un apiculteur qui les protège dans sa maison. Ils sont rejoints par Ray, ainsi que Hawk et Weismuller, deux agents américains chargés de retrouver le satellite. Alors qu'ils sont assiégés, ils découvrent que la princesse Chimeron, que la gelée a fait grandir au point d'être déjà une fillette, possède un cri qui neutralise les Bannermen.
Tous réussissent à rejoindre Shangri-La. Hélas, le périmètre autour du TARDIS a été piégé par Gavrok. Le Docteur et Billy réussissent à installer un haut parleur qui va amplifier le cri de la princesse, ce qui rend fou les Bannermen et pousse Gavrok à tomber dans son propre piège Billy ayant compris le principe de la gelée en a avalé afin de devenir lui-même un Chimeron. Il part avec Delta et la princesse sur leur planète. Burton reçoit un nouveau bus de visiteur, les agents retrouvent leur satellite et le Docteur repart dans le TARDIS avec Mel.

### Continuité
- C'est le premier épisode où le 7e Docteur fait apparaître son parapluie dont la canne est en forme de point d'interrogation.